# Blahodatne, Dolînska
Blahodatne (în ucraineană Благодатне) este un sat în comuna Hurivka din raionul Dolînska, regiunea Kirovohrad, Ucraina.

## Demografie
Componența lingvistică a localității Blahodatne
     Ucraineană (93,13%)
     Rusă (6,87%)
Conform recensământului din 2001, majoritatea populației localității Blahodatne era vorbitoare de ucraineană (93,13%), existând în minoritate și vorbitori de rusă (6,87%).